# West Cliffe
West Cliffe – wieś w Anglii, w hrabstwie Kent, w dystrykcie Dover, w civil paish St Margaret's At Cliffe. Leży 23 km na południowy wschód od miasta Canterbury i 111 km na wschód od centrum Londynu. W 1931 roku civil parish liczyła 88 mieszkańców. West Cliffe jest wspomniana w Domesday Book (1086) jako Westclive.